# دراسة الكتاب المقدس (مسيحية)

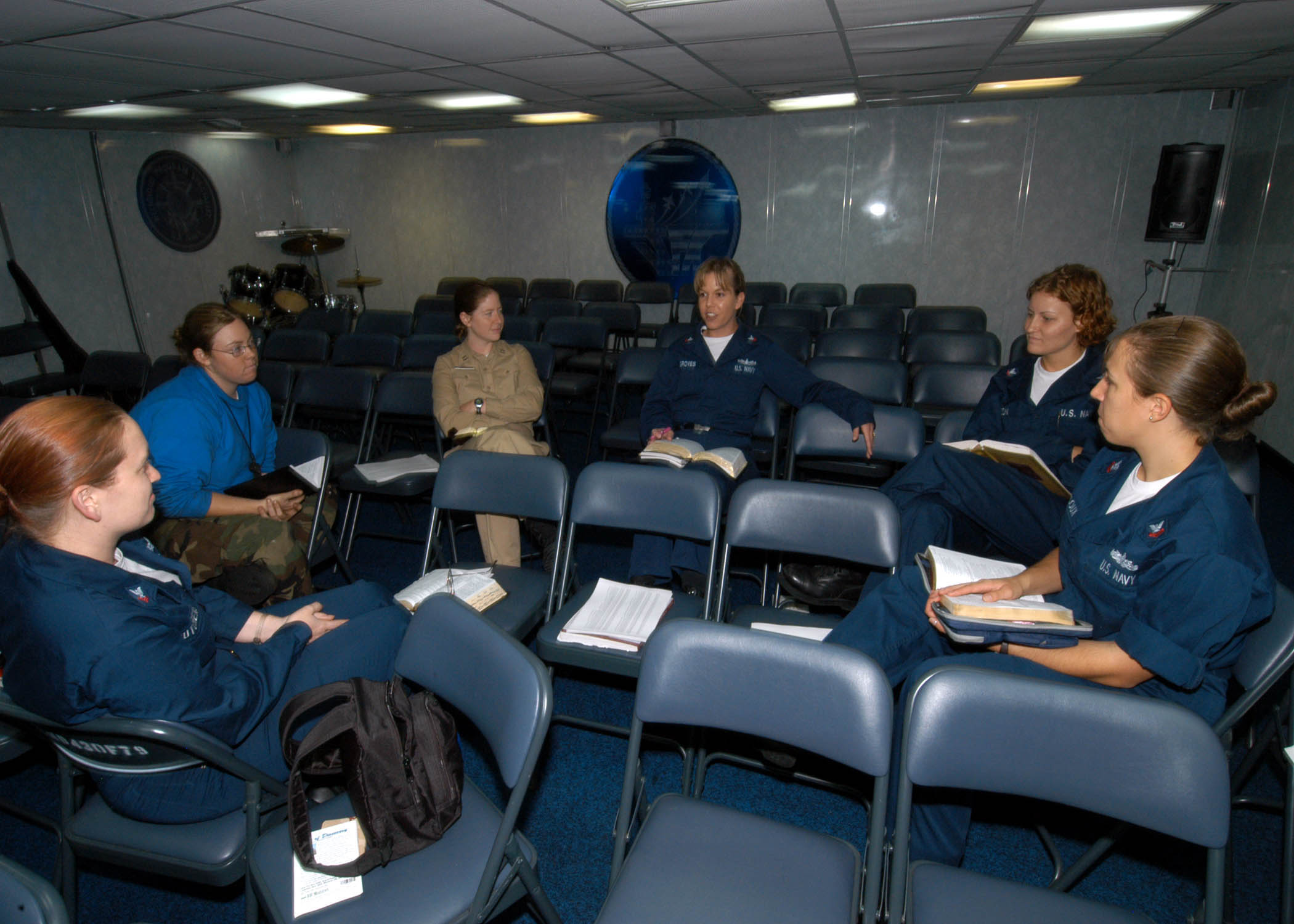
نساء مسيحيات أمريكيات في مجموعة لدراسة الكتاب المقدس.

تتنوع في المسيحية طرق دراسة الكتاب المقدس وأهدافها من قبل الناس العاديين وذلك إمّا كممارسة دينية أو روحية شخصيّة. بعض الطوائف خاصًة البروتستانتية الإنجيلية والتي تعطي مكانة خاصة لدراسة الكتاب المقدس تسمي هذه الممارسة بوقت التأمل والتعبّد. تختلف دراسة الكتاب المقدس في هذا المعنى عن الدراسات الكتابية، ففي الدراسات الكتابية يتم دراسة الكتاب المقدس بطرق أكاديمية.

## دراسة الكتاب المقدس بشكل شخصي

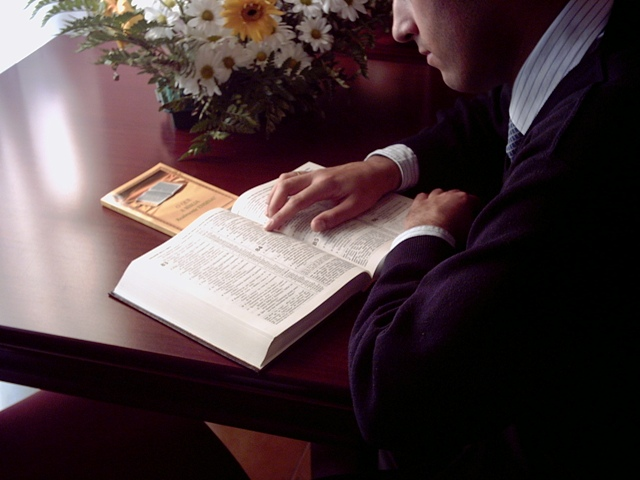
مسيحي يدرس الكتاب المقدس بشكل شخصي.

في الإنجيلية البروتستانتية، يتم تشجيع أتباعها على الانخراط في دراسة الكتاب المقدس بشكل شخصي وغالبًا ما تسمى بالوقت الهادئ أو التعبدّي. يُذكر أنّ كافة الطوائف المسيحية تشجّع على قراءة واستخدام الأناجيل على الصعيد الروحي والشخصي. في التقاليد التعبديّة الكاثوليكية والإنجليكانية يترافق دراسة وقراءة الكتاب المقدس تقاليد تعبديّة مختلفة منها كتب روحانيات القديسين والصلوات.

## دراسة الكتاب المقدس من خلال مجموعات
دراسة الكتاب المقدس من خلال مجموعات هي ظاهرة معروفة في الأوساط المسيحية حيث يتم دراسة الكتاب المقدس داخل مجموعات من الأصدقاء أو العائلة والمعارف ويطلق على هذه المجموعات في التقاليد البروتستانتية مجموعات الخليّة، حيث يتم غالبًا قراءة ودراسة الكتاب المقدس في مجموعات صغيرة.

## مواقع خارجية
- Bible Studies - Staying in the Word
- Into Thy Word's Bible Studies
- Daily Portions Bible
- Bible Study Notes
- Small Groups
- Free Bible Studies Online
- The New Christian Bible Study